# フランクリン・R・コルボーン
フランクリン・ルドルフ・コルボーン（Franklin Rudolf Collbohm、1907年1月31日 - 1990年2月12日）は、アメリカ合衆国の航空技師。

## 経歴
1907年1月31日、ニューヨークで生まれ、ウィスコンシン大学で工学を学んだ。
その後、ダグラス・エアクラフトのテストパイロットとして航空技師のキャリアをスタート。その後、ランド研究所の設立に携わり、ポール・バランとネットワーキング・インフラの開発で協力したりした。
1990年2月12日に死去。

## 私生活
キャサリン・コルボーンと結婚し、3人の子供をもうけた。

## 受賞歴
国防総省の殊勲章と米空軍の特別功労賞を受賞している。